# Schwenheim
Schwenheim – miejscowość i gmina we Francji, w regionie Grand Est, w departamencie Dolny Ren.
Według danych na rok 1990 gminę zamieszkiwało 568 osób, a gęstość zaludnienia wynosiła 115 osób/km² (wśród 903 gmin Alzacji Schwenheim plasuje się na 428. miejscu pod względem liczby ludności, natomiast pod względem powierzchni na miejscu 495.).